# کوان آه روم
کوان آه روم (کره‌ای: 권아름؛ زادهٔ ۱۰ ژوئیه ۱۹۹۶) بازیگر اهل کره جنوبی است.

## اوایل زندگی
کوان آه روم زادهٔ ۱۰ ژوئیه ۱۹۹۶ در سئول، کره جنوبی است.

## فیلم‌شناسی

### فیلم
| سال  | عنوان      | نقش   | توضیحات       | منابع |
| ---- | ---------- | ----- | ------------- | ----- |
| ۲۰۲۲ | Body Parts | دا هی | قسمت: «Stink» | [ ۳ ] |

### مجموعه تلویزیونی
| سال       | عنوان                      | نقش         | توضیحات                 | منابع |
| --------- | -------------------------- | ----------- | ----------------------- | ----- |
| ۲۰۲۲      | پرواز پروانه‌ها             | یو اون جه   | حضور افتخاری            | [ ۱ ] |
| ۲۰۲۲      | گمشده: آن سوی دیگر         | یانگ اون هی | فصل ۲                   | [ ۴ ] |
| ۲۰۲۳      | وکیل چوسان                 | یونگ شیل    | حضور افتخاری (قسمت ۵–۶) | [ ۵ ] |
| ۲۰۲۳      | رأی کشنده                  | جو مین      |                         | [ ۶ ] |
| ۲۰۲۳–۲۰۲۴ | داستان قرارداد ازدواج پارک | یو ها نا    |                         | [ ۷ ] |

### مجموعه اینترنتی
| سال       | عنوان                     | نقش         | منابع  |
| --------- | ------------------------- | ----------- | ------ |
| ۲۰۲۰      | Thumbs Up Feeds Me        | هان یه وون  | [ ۸ ]  |
| ۲۰۲۱      | بازگشت به ۲۰۰۸            | اوه لارا    | [ ۹ ]  |
| ۲۰۲۲      | ایکس عزیزی که دوستم نداره | پارک سه جین | [ ۱۰ ] |
| ۲۰۲۲      | بازگشایی فروشگاه جادوگر   | یو اون ها   | [ ۱۱ ] |
| ۲۰۲۳      | آخرین تاکسی               | یانگ سو هی  | [ ۱۲ ] |
| ۲۰۲۳–۲۰۲۴ | شوهرم الهه عشقه           | لی سو هی    | [ ۱ ]  |